# (47086) Shinseiko
(47086) Shinseiko (1999 AO3) – planetoida z pasa głównego asteroid okrążająca Słońce w ciągu 4,68 lat w średniej odległości 2,8 j.a. Odkryta 10 stycznia 1999 roku.